# Eublemma iophaenna
Eublemma iophaenna là một loài bướm đêm trong họ Erebidae.